# 闇に吠える街
『闇に吠える街』（原題：Darkness on the Edge of Town）は、ブルース・スプリングスティーンが1978年に発表した4作目のスタジオ・アルバム。本項目では、2010年にリリースされたボックス・セット『闇に吠える街〜ザ・プロミス:ザ・ダークネス・オン・ジ・エッジ・オブ・タウン・ストーリー』についても解説する。

## 背景
スプリングスティーンは、1976年6月の時点で4作目のアルバムのレコーディングに入ろうとしていたが、スプリングスティーンのマネージャーであり、前作『明日なき暴走』（1975年）までの作品で共同プロデューサーを務めていたマイク・アペルが、ジョン・ランドーをプロデュースに参加させることを防ぐべく訴訟を起こし、それに対してスプリングスティーンも反訴して法的闘争となった。この闘争は1977年5月28日に決着し、アペルは金を得て、スプリングスティーンは自由にマネージメントを選ぶ権利を得た。そして、1977年にレコーディングが開始された。
この頃、スプリングスティーンはパティ・スミス・グループに「ビコーズ・ザ・ナイト」を提供しており、同曲はパティ・スミスにより歌詞が改訂されて、1978年にはパティ・スミス・グループ名義のシングルとして全米13位のヒットとなった。また、ロバート・ゴードンには「ファイア」を提供しており、同曲はゴードンのアルバム『Fresh Fish Special』（1978年）に収録されて、1979年にはポインター・シスターズによるカヴァーが全米2位、R&Bシングル・チャートで14位のヒットを記録している。これらの曲のスプリングスティーン本人によるヴァージョンは、本作には収録されなかったが、ライヴにおいて歌唱され、ライヴ・アルバム『The "Live" 1975-1985』にも収録されている。スタジオ録音の音源は、コンピレーション・アルバム『ザ・プロミス〜ザ・ロスト・セッションズ』（2010年）や、後述するボックス・セット『闇に吠える街〜ザ・プロミス:ザ・ダークネス・オン・ジ・エッジ・オブ・タウン・ストーリー』（2010年）で発表された。
アルバム発表前の1978年5月23日、Eストリート・バンドと共に、ニューヨーク州バッファローでのライヴを皮切りに、アメリカ・ツアーを開始した。

## 反響・評価
スプリングスティーンの母国アメリカでは、自身にとって2度目となるBillboard 200でのトップ5入りを果たし、1978年の時点でプラチナ・ディスクに認定され、1999年にはトリプル・プラチナに認定されている。本作からのシングルは、「暗闇へ突走れ」がBillboard Hot 100で33位、「バッドランド」が42位に達した。
オランダのアルバム・チャートでは、1978年当時は最高39位だったが、1985年7月に再びチャート・インして、最高4位に達した。日本のオリコンLPチャートでは、スプリングスティーンのアルバムとしては初めてトップ50入りした。
『ローリング・ストーン誌が選ぶオールタイム・ベストアルバム500』に於いて、91位にランクイン。
コンサートにおいて、このアルバムからの曲が多数且つ長い間セットに加えられている（バッドランド、レーシング・イン・ザ・ストリート、プロミスド・ランド、闇に吠える街等）

## 収録曲
全曲ともブルース・スプリングスティーン作。
Side 1
1. バッドランド - Badlands - 4:03
2. アダムとケイン - Adam Raised a Cain - 4:34
3. サムシング・イン・ザ・ナイト - Something in the Night - 5:14
4. キャンディーズ・ルーム - Candy's Room - 2:48
5. レーシング・イン・ザ・ストリート - Racing in the Street - 6:54

Side 2
1. プロミスト・ランド - The Promised Land - 4:28
2. ファクトリー - Factory - 2:19
3. ストリーツ・オブ・ファイアー - Streets of Fire - 4:03
4. 暗闇へ突走れ - Prove It All Night - 4:00
5. 闇に吠える街 - Darkness on the Edge of Town - 4:30

## 参加ミュージシャン
- ブルース・スプリングスティーン - ボーカル、リードギター、ハーモニカ
- ロイ・ビタン - ピアノ、バッキング・ボーカル
- クラレンス・クレモンズ - サックス、バッキング・ボーカル
- ダニー・フェデリシ - オルガン、グロッケンシュピール
- ガリー・タレント - ベース
- スティーヴ・ヴァン・ザント - リズムギター、バッキング・ボーカル
- マックス・ワインバーグ - ドラムス

## 闇に吠える街〜ザ・プロミス:ザ・ダークネス・オン・ジ・エッジ・オブ・タウン・ストーリー
2010年11月、3枚組CDと3枚組DVDを含むボックス・セット『闇に吠える街〜ザ・プロミス:ザ・ダークネス・オン・ジ・エッジ・オブ・タウン・ストーリー』（The Promise: The Darkness on the Edge of Town Story）がリリースされた。CD1はアルバム『闇に吠える街』のリマスターCD。CD2およびCD3は、ボックス・セットと同時発売されたCD2枚組のコンピレーション・アルバム『ザ・プロミス〜ザ・ロスト・セッションズ』（2010年）と同内容で、『闇に吠える街』のレコーディング・セッションで録音された未発表音源が収録されている。
DVD1には、トム・ジムニーが監督したドキュメンタリー映像『プロミス:メイキング・オブ "闇に吠える街" (The Promise: The Making of 'Darkness on the Edge of Town')』が収録されている。この映像は、ボックス・セットの発表に先行して、2010年9月14日にトロント国際映画祭で上映されており、2011年には単体のDVDとしてもリリースされた。DVD2には、2009年にニュージャージー州アズベリー・パークで行われた『闇に吠える街』の全曲再現ライヴ及び、1976年から1978年にかけてのスタジオ・セッションやライヴ映像を収録。DVD3には、1978年のヒューストン公演のライヴ映像が収録されている。
スプリングスティーンの母国アメリカでは、2010年発売のボックス・セットの中で、1週間での売り上げが最も多いアイテムとなり、Billboard 200では27位に達した。

### 収録曲

#### CD1
オリジナル盤『闇に吠える街』と同じ。

#### CD2
1. レーシング・イン・ザ・ストリート('78) - Racing in the Street ('78)
2. ガッタ・ゲット・ザット・フィーリング - Gotta Get That Feeling
3. アウトサイド・ルッキング・イン - Outside Looking in
4. サムディ（ウィール・ビー・トゥゲザー） - Someday (We'll Be Together)
5. ワン・ウェイ・ストリート - One Way Street
6. ビコーズ・ザ・ナイト - Because the Night
7. ロング・サイド・オブ・ザ・ストリート - Wrong Side of the Street
8. ザ・ブロークンハーテッド - The Brokenhearted
9. ランデヴー - Rendezvous
10. キャンディーズ・ボーイ - Candy's Boy

#### CD3
1. セイヴ・マイ・ラヴ - Save My Love
2. エイント・グッド・イナフ・フォー・ユー - Ain't Good Enough for You
3. ファイア - Fire
4. スパニッシュ・アイズ - Spanish Eyes
5. イッツ・ア・シェイム - It's a Shame
6. カム・オン（レッツ・ゴー・トゥナイト） - Come On (Let's Go Tonight)
7. トーク・トゥ・ミー - Talk to Me
8. ザ・リトル・シングス（マイ・ベイビー・ダズ） - The Little Things (My Baby Does)
9. ブレイクアウェイ - Breakaway
10. ザ・プロミス - The Promise
11. シティ・オブ・ナイト - City of Night
12. The Way（隠しトラック）

#### DVD1
ドキュメンタリー映像『The Promise: The Making of 'Darkness on the Edge of Town'』を収録。

#### DVD2
1. - 10.は2009年に行われた『闇に吠える街』の全曲再現ライヴ。11.以降は『THRILL HILL VAULT (1976-1978)』と題されており、1976年から1978年にかけてのスタジオ映像やライヴ映像を含む。
1. バッドランド - Badlands
2. アダムとケイン - Adam Raised a Cain
3. サムシング・イン・ザ・ナイト - Something in the Night
4. キャンディーズ・ルーム - Candy's Room
5. レーシング・イン・ザ・ストリート - Racing in the Street
6. プロミスト・ランド - The Promised Land
7. ファクトリー - Factory
8. ストリーツ・オブ・ファイアー - Streets of Fire
9. 暗闇へ突走れ - Prove It All Night
10. 闇に吠える街 - Darkness on the Edge of Town
11. セイヴ・マイ・ラヴ - Save My Love
12. キャンディーズ・ボーイ - Candy's Boy
13. サムシング・イン・ザ・ナイト - Something in the Night
14. ドント・ルック・バック - Don't Look Back
15. エイント・グッド・イナフ・フォー・ユー - Ain't Good Enough for You
16. ザ・プロミス - The Promise
17. キャンディーズ・ルーム・デモ - Candy's Room Demo
18. バッドランド - Badlands
19. プロミスト・ランド - The Promised Land
20. 暗闇へ突走れ - Prove It All Night
21. 明日なき暴走 - Born to Run
22. ロザリータ - Rosalita (Come Out Tonight)

#### DVD3
『Houston '78 Bootleg: House Cut』と題され、1978年のヒューストン公演を収録。
1. バッドランド - Badlands
2. ストリーツ・オブ・ファイアー - Streets of Fire
3. 都会で聖者になるのはたいへんだ - It's Hard to Be a Saint in the City
4. 闇に吠える街 - Darkness on the Edge of Town
5. 夜の精 - Spirit in the Night
6. 独立の日 - Independence Day
7. プロミスト・ランド - The Promised Land
8. 暗闇へ突走れ - Prove It All Night
9. レーシング・イン・ザ・ストリート - Racing in the Street
10. 涙のサンダー・ロード - Thunder Road
11. ジャングルランド - Jungleland
12. ザ・タイズ・ザット・バインド - The Ties That Bind
13. サンタが街にやってくる - Santa Claus Is Coming to Town
14. ザ・フィーヴァー - The Fever
15. ファイア - Fire
16. キャンディーズ・ルーム - Candy's Room
17. ビコーズ・ザ・ナイト - Because the Night
18. ポイント・ブランク - Point Blank
19. 彼女でなけりゃ - She's the One
20. 裏通り - Backstreets
21. ロザリータ - Rosalita (Come Out Tonight)
22. 明日なき暴走 - Born to Run
23. デトロイト・メドレー - Detroit Medley
24. 凍てついた十番街 - Tenth Avenue Freeze-Out
25. ユー・キャント・シット・ダウン - You Can't Sit Down
26. クォーター・トゥ・スリー - Quarter to Three